# صمام تاجي
الصمام التاجي أو الصِمَام المِترالي (بالإنجليزية: mitral valve)‏ أو الصمام ثنائي الشرفات (لأنه يتكون من شرفتين) أو الصمام القلنسي هو الصمام الذي يوجه جريان الدم من الأذين الأيسر إلى البطين الأيسر. (باللاتينية: mitra).
إن أهم الآفات التي تصيب هذا الصمام هي القصور والتضيق.

## البنية
تبلغ مساحة الصمام التاجي عادة 4-6 سم مربعًا (0.62 إلى 0.99 إنشًا مربعًا) ويقع داخل القلب بين الأذينة اليسرى والبطين الأيسر. له وريقتان، وريقة أمامية أنسية ووريقة خلفية وحشية. فتحة الصمام محاطة بحلقة ليفية تعرف باسم الحلقة التاجية. تغطي الوريقة الأمامية نحو ثلثي الصمام. ورغم أن الوريقة الأمامية تشغل المساحة الأكبر من الحلقة وتكون على مستوى أعلى، فإن سطح الوريقة الخلفية أكبر.

### الوريقتان
وفق تصنيف كاربنتيير للصمام التاجي، تنقسم الوريقتان الأمامية والخلفية إلى ثمانية أقسام: بّي 3 (الشريحة الأنسية)، بّي 2 (الشريحة الوسطى)، بّي 1 (الشريحة الوحشية)، إيه 3 (القطعة الأمامية الأنسية)، إيه 2 (أمامي أنسي)، إيه 1 (أمامي وحشي)، بّي إم سي (وصل خلفي أنسي)، إيه إل سي (وصل أمامي وحشي). تبلغ ثخانة الصمام التاجي نحو 1 ملم ويمكن أحيانًا أن تصل إلى 3-5 ملم.

### الحبال الوترية
تمنع الحبال الوترية وريقتي الصمام من الانقلاب نحو داخل الأذينة. الحبال الوترية أربطة غير مرنة ترتبط في إحدى نهايتيها بالعضلات الحليمية في البطين الأيسر، وفي النهاية الأخرى بإحدى وريقتي الصمام. العضلات الحليمية تبارزات إصبعية الشكل تخرج من جدار البطين الأيسر.
حين يتقلص البطين الأيسر، يجبر الضغط داخل البطين الأيسر الصمام على الانغلاق، بينما تُبقي الحبال الوريقتين مغلقتين وتمنعهما من الانقلاب والانفتاح في الجهة المعاكسة. (وبذلك تمنع جريان الدم نحو الأذينة اليسرى). لكل حبل ثخانة خاصة. ترتبط الحبال الأدق بالحافة الحرة للوريقة، بينما ترتبط الحبال الثخينة (الحبال الدعامية) بعيدًا عن الحواف. لهذا التوضع دور مهم في فيزيولوجيا توزع الضغط الانقباضي.

### الحلقة
ترتبط الحلقة التاجية بوريقتي الصمام التاجي. وبخلاف الصمامات الصنعية، لا تكون هذه الحلقة متواصلة. تأخذ الحلقة الليفية التاجية مظهر السراج ويتغير شكلها خلال الدورة القلبية. تتقلص الحلقة ويقل حجمها خلال الانقباض لتساعد على إغلاق وريقتي الصمام بشكل كامل. ويمكن أن ينتج عن تمدد الحلقة عدم انغلاق وريقتي الصمام بشكل صحيح ما يؤدي إلى قصور الصمام التاجي. القطر الطبيعي للحلقة التاجية 2.7-3.5 سم (1.1-1.4 إنشًا)، ويبلغ محيطها نحو 8-9 سم (3.1-3 إنشًا). ومن الناحية المجهرية، لا دليل على وجود بنية حلقية أمامية، بينما تكون الوريقة التاجية الأمامية ملاصقة للجذع الأبهري من الخلف.

## الوظيفة
خلال الانبساط البطيني الأيسر، وبعد التناقص السريع في الضغط في البطين الأيسر بسبب الارتخاء العضلي القلبي البطيني، ينفتح الصمام التاجي ويتدفق الدم من الأذينة اليسرى نحو البطين الأيسر. ينتقل نحو 70-80% من الدم الذي يصل إلى البطين الأيسر خلال طور الامتلاء الأول للبطين الأيسر. ينتج هذا الطور المُبكر عن الارتخاء الفعال للعضلة البطينية، وهو ما يؤدي إلى اختلاف في الضغط يسمح بملء البطين سريعًا عبر الصمام التاجي. تُشاهَد المرحلة الأولى من الامتلاء بوساطة تخطيط صدى القلب الدوبلري للصمام التاجي على شكل موجة إي.

## معرض صور

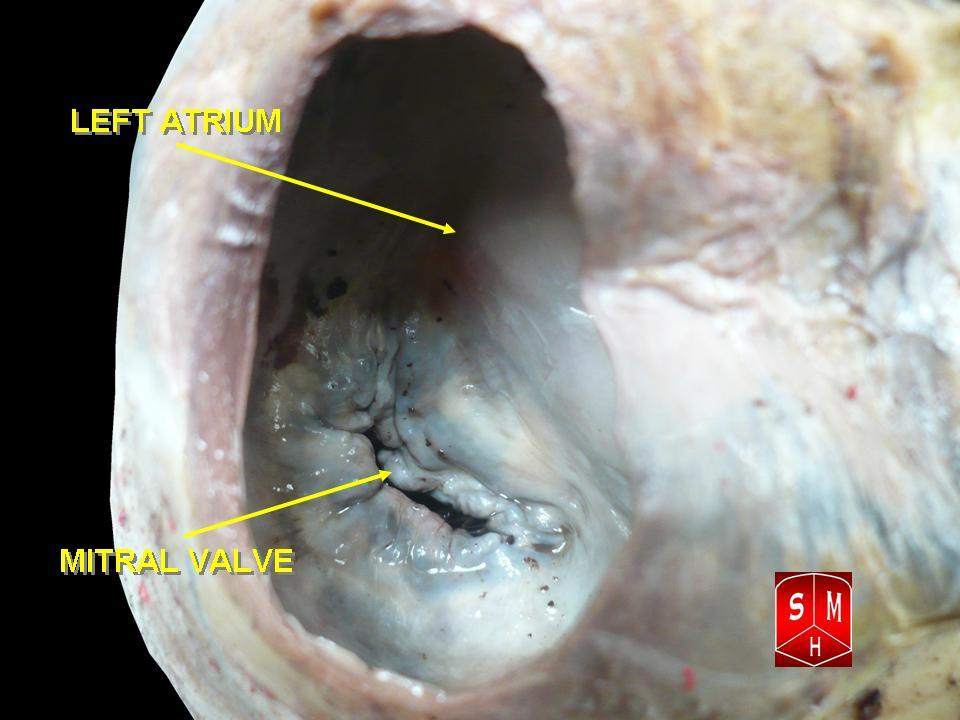
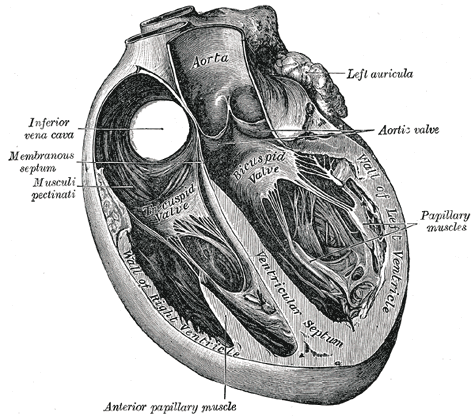